# Scyphacella arenicola
Scyphacella arenicola là một loài chân đều trong họ Scyphacidae. Loài này được Smith miêu tả khoa học năm 1873.